# 興宮町
興宮町（おきのみやちょう）は、東京都江戸川区北部の町名で「丁目」の設定はない。住居表示実施済み区域である。

## 地域
隣接する地域は、北は上一色二丁目、東は新中川を挟んで対岸に南小岩五・六丁目、南は松本二丁目、西は本一色二・三丁目および上一色一丁目。
江戸川区北部に位置する。地区の東辺を新中川と接し、南辺を国道14号、西辺を東京都道318号環状七号線（環七通り）で画す。

## 地価
住宅地の地価は、2025年（令和7年）1月1日の公示地価によれば、興宮町25-18の地点で32万4000円/m2となっている。

## 歴史
江戸時代は葛飾郡興宮村。1889年（明治22年）鹿本村の大字となる。1932年（昭和7年）より江戸川区興宮町。1966年（昭和41年）住居表示実施により一部が南小岩・東松本となる。1986年（昭和61年）一部が本一色3丁目・松本2丁目となり、同時に本一色町の一部をあわせた残りの町域で住居表示を実施し現行の「興宮町」となった。

### 地名の由来
興宮神社に由来した旧来の「興宮村」に由来。神社が海に面しており、「沖の宮」と呼ばれたことが由来とされる。「興之宮」「興野宮」とも表記し、更に「興」の代わりに「奥」が混同して使用されることもあった。

## 世帯数と人口
2025年（令和7年）1月1日現在（江戸川区発表）の世帯数と人口は以下の通りである。
- 世帯数 : 1,541世帯
- 人口 : 3,044人

### 人口の変遷
国勢調査による人口の推移。
| 年                 | 人口  |
| ------------------ | ----- |
| 1995年（平成7年）  | 3,152 |
| 2000年（平成12年） | 3,051 |
| 2005年（平成17年） | 3,038 |
| 2010年（平成22年） | 3,135 |
| 2015年（平成27年） | 3,138 |
| 2020年（令和2年）  | 3,068 |

### 世帯数の変遷
国勢調査による世帯数の推移。
| 年                 | 世帯数 |
| ------------------ | ------ |
| 1995年（平成7年）  | 1,116  |
| 2000年（平成12年） | 1,117  |
| 2005年（平成17年） | 1,133  |
| 2010年（平成22年） | 1,240  |
| 2015年（平成27年） | 1,347  |
| 2020年（令和2年）  | 1,374  |

## 学区
区立小・中学校に通う場合、学区は以下の通りとなる。なお、江戸川区では学校選択制度を導入しており、区内全域から選択することが可能。。
| 番地 | 小学校                   | 中学校                 |
| ---- | ------------------------ | ---------------------- |
| 全域 | 江戸川区立上一色南小学校 | 江戸川区立上一色中学校 |

## 事業所
2021年（令和3年）現在の経済センサス調査による事業所数と従業員数は以下の通りである。
| 町丁   | 事業所数 | 従業員数 |
| ------ | -------- | -------- |
| 興宮町 | 61事業所 | 336人    |

### 事業者数の変遷
経済センサスによる事業所数の推移。
| 年                 | 事業者数 |
| ------------------ | -------- |
| 2016年（平成28年） | 72       |
| 2021年（令和3年）  | 61       |

### 従業員数の変遷
経済センサスによる従業員数の推移。
| 年                 | 従業員数 |
| ------------------ | -------- |
| 2016年（平成28年） | 337      |
| 2021年（令和3年）  | 336      |

## 交通

### 公共交通
鉄道
興宮町の町域内に鉄道駅は存在しない。さらに同地区の全域が至近の駅から1km以上離れた鉄道空白地帯に当たり、地域住民の鉄道交通機関の利用に困難を来たすことがある。以下に最寄駅を挙げる。
- 東日本旅客鉄道（JR東日本）
  - 総武本線：新小岩駅（葛飾区新小岩）/小岩駅（西小岩）

路線バス
実験で一時的に本一色や上一色、興宮を通り小岩駅を終点であり、始発点とする周回バスがでている。

### 道路・橋梁
道路
- 国道14号（千葉街道）
- 東京都道318号環状七号線（環七通り）

橋梁
- 小岩大橋（新中川。興宮町 - 南小岩五丁目）

## 史跡
- 興宮神社

## その他

### 日本郵便
- 郵便番号 : 133-0042[3]（集配局 : 小岩郵便局[16]）。